# مها أحمد
مها أحمد (28 يوليو 1974 -)، ممثلة مصرية. اشتهرت بالأدوار الكوميدية. وهي زوجة الممثل مجدي كامل.

## أعمالها

### الأفلام
- 1994: حرب الفراولة
- 1995: كراملة
- 1998: حائط البطولات
- 2001: جالا جالا
- 2003: كلم ماما
- 2004: الباشا تلميذ
- 2005: بحبك وبموت فيك
- 2006: لخمة راس
- 2006: عبده مواسم
- 2009: ابقى قابلني
- 2011: شارع الهرم
- 2014: كبير الحلم (فيلم قصير)

### المسلسلات
- 1993: سور مجرى العيون
- 1993: مغامرات شاب فالح
- 1994: حتى لا يغيب القمر
- 1994: أشواك الحب
- 1995: شيء في صدري
- 1995: الستات ما يعملوش كده
- 1996: والسلام ختام
- 1996: ترويض الشرسة
- 1996: الوتد
- 1996: أشواك الحب ج2
- 1997: مرفوع مؤقتا من الخدمة
- 1997: السرايا
- 1998: كعب داير
- 1998: حب تحت الحراسة
- 1998: القضاء في الإسلام ج8
- 1998: أحلام فقراء ولكن أغنياء
- 1999: هو وغيره
- 1999: نهار وليل
- 1999: موال الحب والغضب
- 1999: عاطفة لا تموت
- 1999: أم كلثوم
- 2000: وجع البعاد
- 2000: حلم العمر
- 2000: حلم آخر الليل
- 2000: حروف النصب
- 2000: أوبرا عايدة
- 2000: القضاء في الإسلام ج9
- 2000: أغلال ناعمة
- 2001: يعود الماضي يعود
- 2001: حديث الصباح والمساء
- 2002: شمس منتصف الليل
- 2002: حمام بشتك
- 2002: الدنيا حظوظ
- 2002: اجري اجري
- 2003: مؤسسة شهر العسل
- 2003: للسعداء فقط
- 2003: بعاد السنين
- 2003: أبيض x أبيض
- 2005: كارنتينا
- 2006: هو جرى إيه
- 2006: علماء على طاولة الشطرنج
- 2006: العمر بالمقلوب
- 2008: قلب الخطر
- 2008: رست هاوس
- 2008: الهاي سكول
- 2009: نوسة وبسبوسة
- 2010: قناة أطفال كوم
- 2010: أيام الحب والشقاوة
- 2016: بس مباشر
- 2017: عرايس خشب
- 2017: الحلال
- 2018: رسايل
- 2020: عمر ودياب
- 2022: بيت الشدة

### المسرحيات
- 1994: الدبابير
- 1995: دستور يا أسيادنا
- 1998: بوبي جارد
- 1999: حلاق بغداد
- 2002: طرائيعو
- 2009: يا دنيا يا حرامي
- 2017: الهرم ده بتاعي

### الرسوم المتحركة
- 2016: عائلة رمضان كريم
- 2017: عائلة رمضان كريم الجزء 2

## المسلسلات الإذاعية
- 2006: تحسين و إخواته المجانين
- 2010: عثمان الحادي عشر

### الفوازير
- 1997: جيران الهنا
- 2001: خليك جريء

## روابط خارجية
- مها أحمد على موقع IMDb (الإنجليزية)
- مها أحمد على موقع الدهليز
- مها أحمد على موقع قاعدة بيانات الأفلام العربية